# Paul Tasong
Paul Tasong, de son complet Paul Tasong Tchoutang né le  20 mars 1963 à M'mouckbie, est un économiste et homme politique camerounais. Il est Ministre délégué auprès du Ministre de l'économie depuis le 2 mars 2018.

## Biographie

### Enfance, éducation et débuts
Paul Tasong est né le 20 mars 1963 à M'mouckbie dans le département du Lebialem dans la Région du Sud-Ouest. Il fait ses études supérieures à l'Université de Yaoundé où il obtient une licence en droit public et sciences politiques. Il est également diplômé de l'école nationale d’administration et de magistrature (ENAM).

### Carrière
Le 02 mars 2018, Paul Tasong est nommé ministre délégué dans le quatrième gouvernement Philemong Yang. Il est nommé dans le but d'apaiser les tensions liées à la crise anglophone au Cameroun. Il est reconduit le 4 janvier 2019 dans le gouvernement Joseph Dion Ngute. Sur une interpellation de Elizabeth Regina Mundi, il répond sur la position du gouvernement sur la Zone industrielle de Bamenda-Nkwen.

### Politique
Paul Tasong est membre du Rassemblement démocratique du peuple camerounais. Il est depuis 2016, chef de la Délégation permanente départementale du Comité Central du RDPC dans le département de Lebialem.